# Рыжая вечерница
Рыжая вечерница (лат. Nyctalus noctula) — вид вечерниц, обычный и распространённый в Европе, Азии и Северной Африке.
Одна из крупных летучих мышей. Длина тела 61-64 мм, хвоста — 46-54 мм. Крыло узкое и длинное. Окраска верха палево-рыжая или коричневая. Низ тела несколько светлее.
Рыжая вечерница распространена в Западной и Восточной Европе, Средней Азии и на Алтае. Живёт в лиственных лесах со старыми деревьями, в парках и садах. Поселяются эти мыши в дуплах старых лип, тополей, образуя небольшие группы из 30-35 особей. Днем они спят, свесившись вниз головой, а в сумерки и ночью проявляют активность. В течение ночи совершают два вылета на кормежку: первый после захода солнца, а второй на рассвете. Охотятся рыжие вечерницы на лесных полянах, опушках леса. Они быстро и маневренно летают, ловко минуют встречающиеся на пути препятствия даже в темноте. Питаются летающими насекомыми: жуками, бабочками. В поисках добычи используют эхолокацию.
Размножаются летом. Самка приносит обычно двух детенышей, слепых, голых, беспомощных. В первое время летают вместе с матерью, прицепившись к её соскам, а немного подросшие, но ещё не умеющие летать, остаются в убежище. Молодые вечерницы растут быстро. С наступлением осени они вместе со взрослыми улетают в более теплые места. Зимует рыжая вечерница в Средней Азии в глубоких пещерах или дуплах.
Рыжая вечерница считается полезным для леса зверьком, так как уничтожает немало насекомых-вредителей.

## Распространение
Широко распространенный вид, ареал которого охватывает широколиственные и смешанные леса Европы и Юго-Западной Сибири, а также различные районы Средней Азии, Казахстана, Китая, Восточной и Юго-Восточной Азии, Ближнего Востока и Африки.

### Миграции
В Европейской части бывшего СССР рыжая вечерница является мигрирующим видом, перелетающим на большие расстояния — до 750 км, рекорд — 2347 км. Из восточной части чернозёмного центра (Воронежская область) рыжие вечерницы летят на зимовку на Кавказ и в Крым. Летучие мыши из Белоруссии и государств Балтии зимуют в Центральной Европе и на Балканах. В 2008 году впервые обнаружены зимующие особи в Среднем Поволжье.
Отлёт рыжих вечерниц к местам зимовок начинается в конце августа и заканчивается в сентябре. Летят они стаями или поодиночке со скоростью 30—40 км в сутки, не переставая питаться. В основном перелёты совершаются ночью, однако в хорошую погоду вечерницы могут лететь и днём. Иногда летучие мыши летят вместе со стаями насекомоядных птиц, например, ласточек. Весенний перелёт у летучих мышей проходит, как и у птиц, в более сжатый срок, чем осенний. Прилёт в места летнего обитания наблюдается с середины апреля до конца мая. Первыми прилетают самки.
В середине августа 1907 года профессор С. И. Огнёв наблюдал осенний перелёт рыжей вечерницы в Московской области (Звенигородский район). Массовый перелёт рыжей вечерницы на протяжении двух недель, с середины августа до начала сентября, в 1923 году наблюдал профессор А. Н. Формозов в парке степного заповедника Аскания-Нова на юге Украины (Херсонская область). Он сообщал, что кратковременное нашествие летучих мышей во второй половине августа здесь наблюдалось ежегодно.

## Меры охраны
Рыжая вечерница занесена в Красную книгу города Москвы.

## Фото

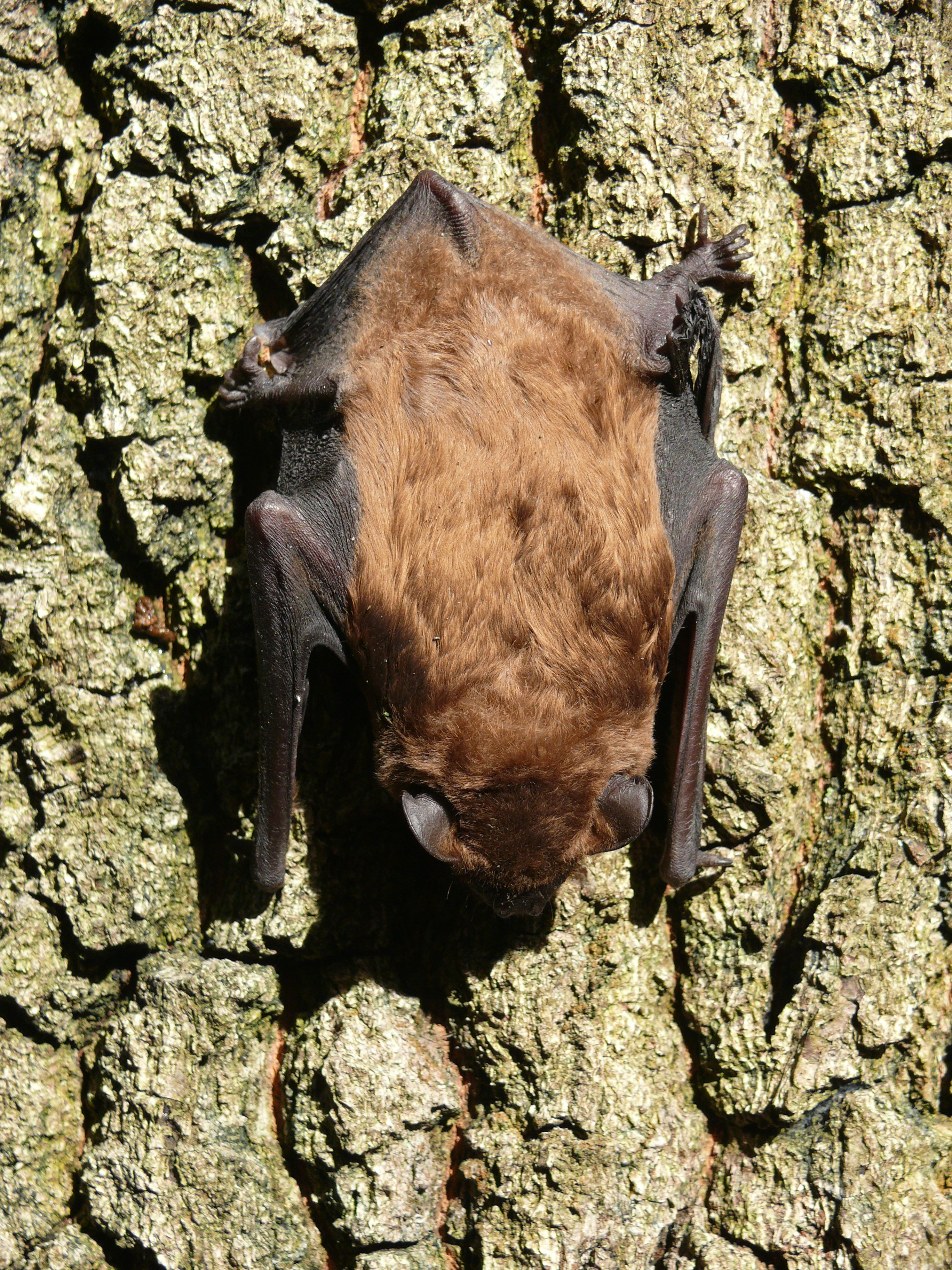
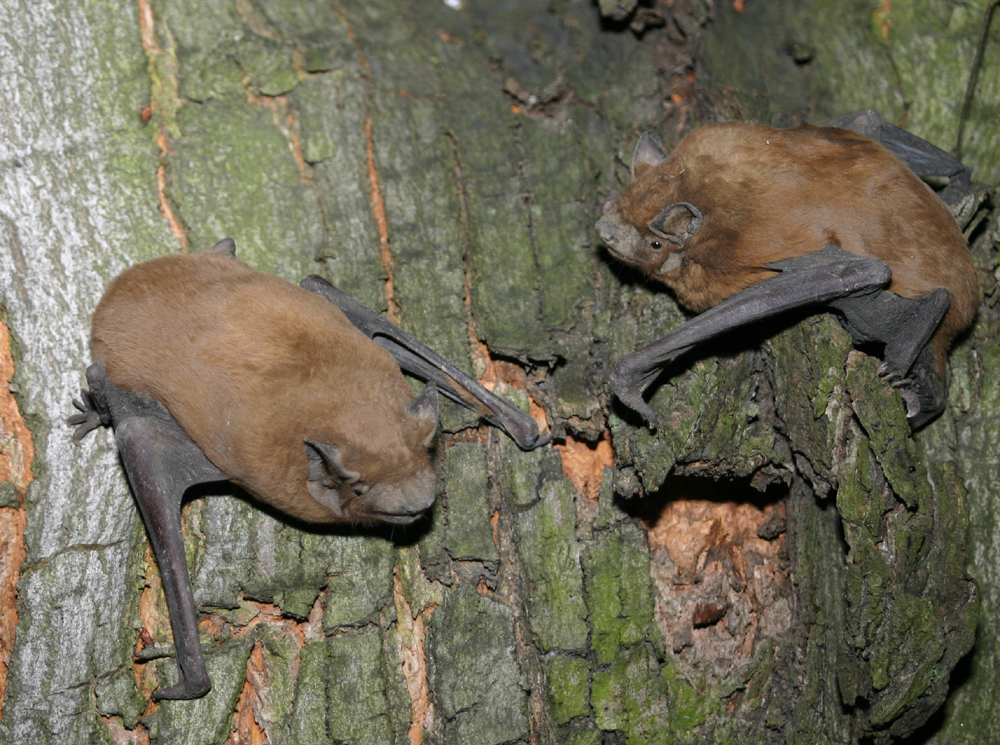
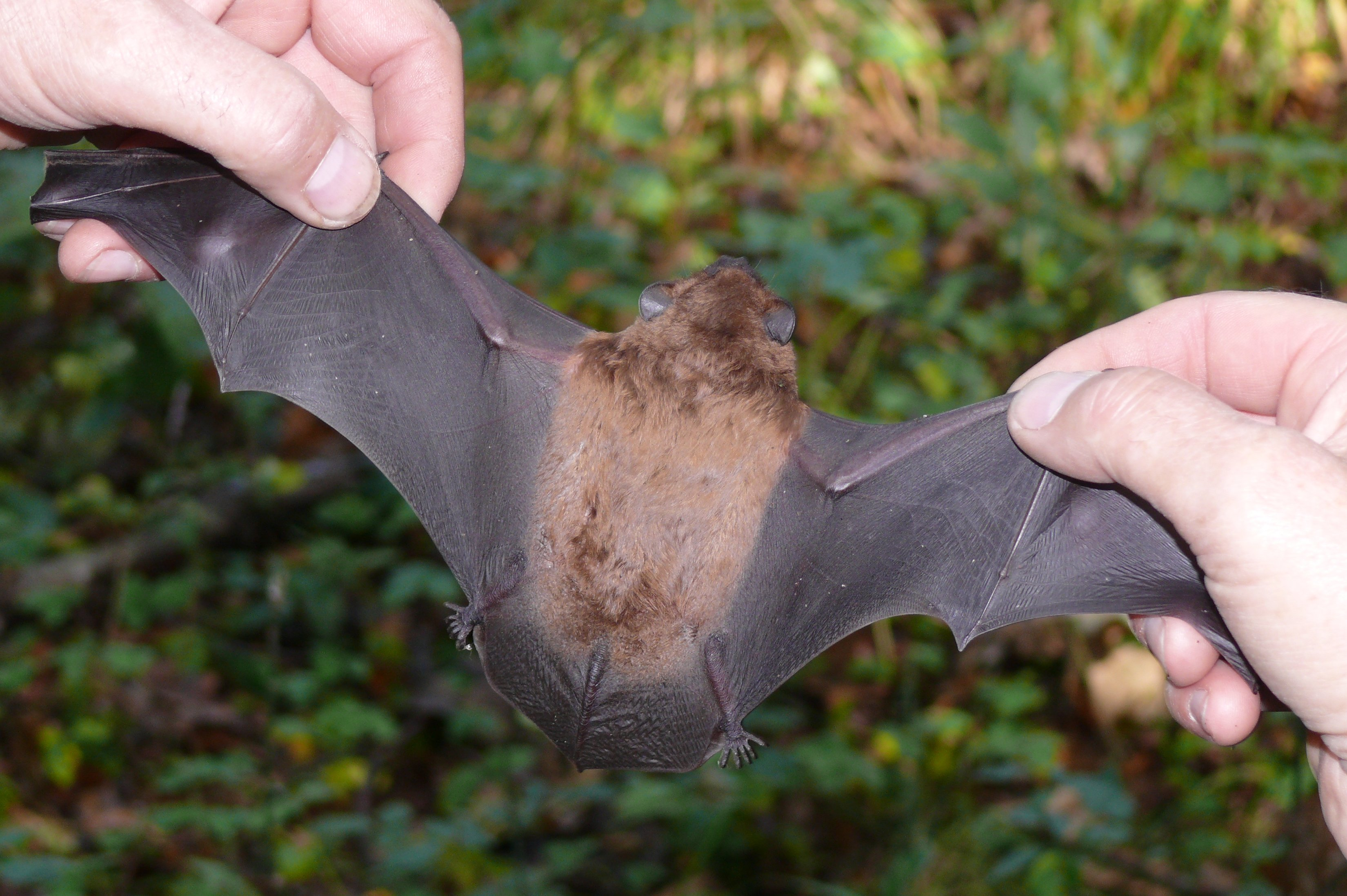